# いただきストリート ドラゴンクエスト&ファイナルファンタジー 30th ANNIVERSARY
『いただきストリート ドラゴンクエスト&ファイナルファンタジー 30th ANNIVERSARY』（いただきストリート ドラゴンクエストアンドファイナルファンタジー サーティエスアニバーサリー）は、スクウェア・エニックスより2017年10月19日に発売されたPlayStation 4およびPlayStation Vita用ボードゲーム。

## 概要
いただきストリートシリーズの作品でシリーズ初のPS4、PS Vitaでの発売となる。クロスプレイに対応しており、異機種間での通信対戦も可能。
クロスセーブも可能。
1986年に発売された『ドラゴンクエスト』と1987年に発売された『ファイナルファンタジー』の両タイトルの30周年を記念するタイトル。キャラクターイラストレーションは天野シロ。新キャラクターや新マップも登場。また、キャラクターにはシリーズ初の音声がつく。
2016年9月13日に東京で行われた「2016プレイステーションプレスカンファレンス in JAPAN」にて発表された。

### 体験版
2017年9月30日よりPlayStation Plus加入者限定の体験版が、10月10日より通常の体験版が配信される。体験版はマップはトロデーン城のみ使用可能、キャラクターはアンルシア、ハッサン、ケフカ、ユウナのみ使用可能。通信対戦可能で、製品版との対戦も可能。

## ゲームシステム
マップを周回して4つのマークを集め、お店や株を買って資産価値を高め、目標金額達成後に一番早くぎんこう城に戻ったキャラクターが優勝となる。
目標金額の半分の現金を持った状態でゲームを開始できるクイックモード、自分で好きな建物を建てられる「空き地」が多くなる空き地モードは景品交換所で追加ルールとして導入できる。また、エリアと株の概念がないイージーモードも導入されている。環境設定でゲームスピードの変更やボイスのOn/Offも可能。
試合終了時に「いたストハイライト」が作成できるようになった。ゲーム中、増資や買い物料収入などで試合が大きく動いたシーンをまとめ、キャラクターが感想をしゃべる。ハイライトは最大5つまで保存可能。他のプレイヤーとSHAREすることもできる。試合終了時には成績に応じて「いただきコイン」を獲得できる。獲得した「いただきコイン」でキャラクターやマップ、ミュージアムモード、ルールなどを追加できる。
30周年記念ということでドラクエ・FFシリーズの名場面を集めた「ミュージアム」モードが搭載されている。ミュージアムに飾る美術品は「いただきコイン」で購入できる。

## 登場キャラクター
プレイアブルキャラクターは全26人。ランクはデフォルトのもので、いただきコインで最強キャラクターにすることもできる。

### ドラゴンクエストシリーズ
各キャラが言ってる金は「ゴールド」と言う。
『ドラゴンクエストIV 導かれし者たち』
アリーナ（Cランク）
声 - 中川翔子
サントハイムの姫だが、格闘が得意。自分のエリアの株は買うが、相乗りはせず、増資を積極的に行ってくる。
クリフト（Cランク）
声 - 緑川光
サントハイムの神官でアリーナに密かに思いを寄せている。株はそこそこ買い、相乗りも行ってくる。空き地では神殿を立てたがる。
『ドラゴンクエストV 天空の花嫁』
ビアンカ（Cランク）
声 - 井上麻里奈
ドラクエ5の主人公の幼馴染で山奥の村で暮らす金髪の女性。株はそこそこ買い、相乗りも行ってくる。競売では限界まで競ってくる。
フローラ（Bランク）
声 - 花澤香菜
サラボナに住む大富豪ルドマンの一人娘で、青い髪の女性。お嬢様的な世間知らずな発言をする。株は自分の持っているエリアを積極的に買い、増資を行ってくる。
『ドラゴンクエストVI 幻の大地』
テリー（Aランク）
声 - 神谷浩史
最強を目指して旅をする剣士。『いたストSP』には『ドラゴンクエストモンスターズ』の少年時代の姿で登場していたが、青年時代の姿でいたストに登場するのは本作が初。自分のエリアの株を積極的に買い、相乗りを気にせず増資してくる。空き地はサーカス小屋を好む。
ハッサン（Dランク）
声 - 安元洋貴
モヒカン頭で筋骨隆々の旅の武闘家。株はあまり購入せず、増資にもあまり積極的ではないが、5倍買いでエリア独占を狙ってくる。空き地は酒場が好み。
『ドラゴンクエストVII エデンの戦士たち』
マリベル（Dランク）
声 - 悠木碧
フィッシュベルに住む網元アミットの娘で、高慢で毒舌家。株はあまり買わずに、増資を積極的に行う。
『ドラゴンクエストVIII 空と海と大地と呪われし姫君』
ゼシカ（Bランク）
声 - 竹達彩奈
リーザス村に住む赤いツインテールの髪をした少女で手にはムチを持っている。株は積極的に買い、相乗りもしてくる。
ククール（Cランク）
声 - 細谷佳正
マイエラ修道院の騎士団で赤い服を着て、白い髪を後ろで縛った優男。株はそこそこ買い、相乗りや株持ち増資も行ってくる。空き地は神殿を好む。
『ドラゴンクエストIX 星空の守り人』
リッカ（Aランク）
声 - 潘めぐみ
セントシュタインでリッカの宿屋を経営する女の子。青い髪でオレンジのバンダナを巻いている。株を積極的に買い、複数のエリアでの相乗り、増資も積極的に行う。
『ドラゴンクエストX オンライン』
アンルシア（Aランク）
声 - 早見沙織
グランゼドーラ王国の姫にして伝説の勇者。相乗りや増資、5倍買いといったテクニックを駆使する。
ネルゲル（Bランク）
声 - 近藤隆
死を司る冥王で、大きな鎌を手にしている。相乗りや増資を行い、相手の独占を崩す5倍買いも行ってくる。空き地は関所を好む。
『ドラゴンクエストXI 過ぎ去りし時を求めて』
シルビア（Aランク）
声 - 小野坂昌也
オネエ言葉を使う旅芸人。株は積極的に買い、複数のエリアにまたがって相乗りをする。空き地は酒場を好む。PlayStation Storeで無料でダウンロードできる。

### ファイナルファンタジーシリーズ
各キャラクターが言っている金は「ギル」と言う。
『ファイナルファンタジーIV』
ゴルベーザ（Aランク）
声 - 鹿賀丈史
黒い甲冑に身を包んだ魔人。株を積極的に買い、自分のエリアに増資してくる。相乗りや5倍買いも行う難敵。
『ファイナルファンタジーV』
ギルガメッシュ（Dランク）
声 - 中井和哉
エクスデスの親衛隊で、顔は白塗りに赤い隈取をしている。相乗りは行うが、株を買う量も増資の金額もあまり多くない。
『ファイナルファンタジーVI』
ケフカ（Bランク』
声 - 千葉繁
ガストラ帝国の魔導士。道化師のような姿をした男。相乗りや増資を積極的に行う。空き地はサーカス小屋を好む。
『ファイナルファンタジーVII』
クラウド（Bランク）
声 - 櫻井孝宏
ツンツンした金髪の元ソルジャーで、手には大剣を持っている。クールで堅実なプレイスタイル。
セフィロス（Aランク）
声 - 森川智之
白い長髪の元ソルジャーで、手には長い刀を持っている。バランスの取れた戦い方をする。空き地は神殿を好む。
『ファイナルファンタジーVIII』
スコール（Dランク）
声 - 石川英郎
バラム・ガーデン所属の青年で手にはガンブレードを持っている。株持ち増資を積極的に行うが、株そのものはあまり買わない。空き地は飛空艇乗り場を好む。
『ファイナルファンタジーIX』
ジタン（Cランク）
声 - 朴璐美
盗賊団タンタラス団の一員でしっぽが生えている。株はそこそこ買うが、自分のエリアの増資には積極的ではない。空き地はサーカス小屋を好む。
『ファイナルファンタジーX』
ティーダ（Bランク）
声 - 森田成一
ブリッツボールチームのザナルカンド・エイブスの選手。株は積極的に買い、株持ち増資も行う。空き地は飛空艇乗り場を好む。
ユウナ（Cランク）
声 - 青木まゆこ
スピラに住む大召喚士ブラスカの娘。株はそこそこ買うが、増資や相乗りはあまり行わない。空き地は神殿を好む。
『ファイナルファンタジーXII』
バルフレア（Bランク）
声 - 平田広明
ヒュム族で飛空艇を操る空賊。手には銃を持っている。株は積極的に買い、相乗り、増資も行う。空き地は飛空艇乗り場を好む。
『ファイナルファンタジーXIII』
ライトニング (Aランク)
声 - 坂本真綾
聖府警備軍の元軍曹。ピンク色の髪で、手にはガンブレードを持っている。株は自エリアも相乗りも行い、持ち株増資を積極的に行う。
『ファイナルファンタジーXIV』
ミンフィリア（Cランク）
声 - 沢城みゆき
「暁の血盟」の盟主。株を買うが、相乗りを重視する。空き地は酒場を好む。
『ファイナルファンタジーXV』
ノクティス（Aランク）
声 - 鈴木達央
ルシス王国の王位継承者。黒い服を着ている。株は積極的に買い、相乗り、持ち株増資を行い、5倍買いでエリアの独占も狙ってくる。

### 特殊キャラクター
『ドラゴンクエストヒーローズII 双子の王と予言の終わり』より
ホミロン
声 - 釘宮理恵
ベレー帽をかぶったホイミスライム。チャンスマスに止まった時に登場するNPC。特訓と称して通過したマスを「休み」にし、買い物料を1ターンの間0にする。『いたスト3』の「ホリデーモン」、『Special』『ポータブル』の「ベビーサタン」に相当するキャラクター。また、ルール解説にも登場する。
『ドラゴンクエストIV』
トルネコ
声 - 茶風林
世界一の武器屋を目指す商人。チャンスマスに止まった時に登場するNPC。止まったマスに買い物料を払ってくれる。『いたスト2』の「マハラジャ」に相当するキャラクター。
『ファイナルファンタジーXIII-2』より
モーグリ
声 - 諸星すみれ
語尾に「クポ」とつけてしゃべる不思議な白い生物。チャンスマスに止まった時に登場するNPC。すれ違うと欲しいマークを一つ貰える。全てのマークを持っている時はどこでもカードを貰える。『いたスト3』の「マークエンジェル」、『Special』『ポータブル』の「エーコ」に相当するキャラクター。

## 登場マップ
過去作に登場したマップと新規追加マップがある。ダウンロードコンテンツとして新しいマップを追加できる。また、スタンダードモードとイージーモードではマップの形状が異なる。

### ドラゴンクエストシリーズのマップ
竜王の城（ドラゴンクエスト）
魔の島にある竜王の居城。マップには「超大砲」があり、お金を払うことで竜王に砲弾を発射できる。竜王に大ダメージを与え気絶させると王様から賞金が貰える。ただし、竜王の反撃を受けると離れ小島に飛ばされてしまう。エリアには「あまぐものつえ」「たいようのいし」などドラクエ1のアイテム名がつけられている。完全新マップ。
ロンダルキア（ドラゴンクエストII）
氷と雪で覆われた台地。『Special』と同じマップ。外回りのマップの内側に旅の扉でしか来れない離れ小島状のエリアがある。スイッチマスがあり、止まると指定したマスを凍らせることができる。凍結したマスは止まれなくなり、誰かが通過すると元に戻る。エリアは8つに分かれており、「こおりのたて」「ふぶきのつるぎ」「かぜのマント」などのアイテム名がつけられている。
幽霊船（ドラゴンクエストIII）
ロマリア付近の海をさまよう、罪人の魂を奴隷として使役する幽霊船。エリアは6つに分かれており「フィギアヘッド」「デッキ」「マスト」など舟の部分の名前がついている。2箇所に分岐があるが、進行方向に対して逆方向には進めない。『DS』と同じマップであるが、エリアの分け方が変更されている。
死の火山（ドラゴンクエストV）
サラボナの町の南東にそびえる活火山。火山だけあって、炎のリングや炎のたてなど炎に関するアイテムのエリア名がついている。ゲーム開始直後は一つの大きなマップだが、マップ内各所にある「火山爆発スイッチ」に止まるとマップが4つに分割される。再度スイッチに止まると合体する。旅の扉やようがんまじんといった他のエリアに移動できるマスもある。『Special』と同じマップだがBGMがDQ3の「ダンジョン」に変更されている。
海底神殿（ドラゴンクエストVI）
フォーン城の南の海底にある神殿。マップは6つのエリアに分かれており、「人魚のすみか」「海底の宝物庫」などドラクエ6に登場する海の地名がついている。複数個所に分岐がある。『Special』と同じマップだが、BGMが原作と同様の「静寂に漂う」/「勇気ある戦い」になっている。
トロデーン城（ドラゴンクエストVIII）
呪いにより、イバラに覆われた城。このゲームではかつての美しい姿で登場。「日」の字の形をした『Special』と同じマップ。エリアは6つに分かれており「トラペッタ」「リーザス」「パルミド」などDQ8に登場する街の名前がついている。
ダーマ神殿（ドラゴンクエストシリーズ）
ドラゴンクエスト3、6、7、9、10に存在する職業を司る神殿。本作ではドラクエ9のBGMが使用されている。『Special』『ポータブル』に同名の異なるマップが登場するが、本作では『Special』のものが登場する。エリアは7つに分かれており、「ゆうしゃ」「けんじゃ」「あそびにん」などドラクエシリーズに登場する職業の名前が付けられている。メインルートは二つの三角形が眼鏡の様につながっている。旅の扉では離れ小島の「けんじゃ」エリアに飛ばされると、再度旅の扉に入らないと脱出できない。
カミハルムイ城（ドラゴンクエストX）
エルトナ大陸の都で、年中桜が咲いている。長い直線があり回避しづらいため、買い物料の取り合いが起こりやすい。エリアは9に分かれており、「カミハルムイ領 北」「ガケっぷち村」「呪われた大地」「イナミノ街道」などDQ10のエルトナ大陸の地名が付けられている。『DS』のスーパーマリオブラザーズと同じマップであるが、お店価格などが少し異なる。
時の祭壇（ドラゴンクエストXI）
2重の円形になったマップ。このマップのみのギミックとして1ターンごとに時計の針が進み、3ターンでマップが90度回転する。12ターン経過時に円の外側のエリアと内側のエリアが入れ替わる。エリアは8つに分かれており「レッドオーブ」「イエローオーブ」「シルバーオーブ」などドラクエ11に登場するオーブの名前が付いている。PlayStation Storeで無料配信されている「ドラゴンクエストXI 豪華詰め合わせセット」をダウンロードすることで使用可能になる。完全新マップ。

### ファイナルファンタジーシリーズのマップ
飛空艇（ファイナルファンタジーシリーズ）
FF1から登場し続ける伝統の移動手段。『ポータブル』にも収録されていた、旧作「右半球」の復刻マップ。上下左右にルートが分岐しており、それぞれにマークが配置されている。マップは9つのエリアに分かれており、「レッドローズ」、「ノーチラス」、「インビンシブル」などFFシリーズに登場する飛空艇の名前が付けられている。BGMはFF9のもの。
クリスタルタワー（ファイナルファンタジーIII）
光の力を集め、クリスタルで作られた高層タワー。『ポータブル』に同名のマップがあるが、マップ形状もBGMも異なり『2』のレイクマウンテンと同じマップ。エリア名には「エキドナ」「まおうザンデ」「くらやみのくも」などFF3のラストダンジョンに登場するボスの名前がつけられている。左右に回るルートになっているが、3箇所で繋がっており分岐する。
古代図書館（ファイナルファンタジーV）
古代の書物が収蔵された巨大な図書館。「スイッチ」を通過するとマップ中央のぎんこう城のある縦のエリアが左右に移動する。マップは「かえんほうしゃ」「アクアブレス」「ゴブリンパンチ」など6エリアに分かれており、FF5に登場する青魔法の名前が付けられている。『ポータブル』に同名のマップが登場しているが形状は異なり『3』のマーメイドシティと同じマップ。
魔列車（ファイナルファンタジーVI）
カイエンやマッシュたちが乗り込んでしまった、死んだ人の魂を冥界へ運ぶ列車。『ポータブル』と同じマップ。エリアは8つに分かれており、イフリートやセラフィム、バハムートなどFF6に登場する幻獣の名前が付いている。マップは大きく中央部と左側、右側に大きく3つに分かれており、開始直後は中央の銀行のあるエリアは左のエリアと繋がっているが、「連結スイッチ」に止まると、右のエリアと繋がり、左エリアは孤立する。再度連結スイッチに止まると元の形状に戻る。『ポータブル』ではエリア同士が連結している場合、隣のエリアに移らなければならなかったが、今作では連結している場合でも同じエリアを回り続けることができる。
ゴールドソーサー（ファイナルファンタジーVII）
数々の娯楽施設がある遊園地。右側の大きなエリアの他に「ジェットコースター入り口」があり、止まると左側の「大かんらんしゃ」エリアに移動する。このエリアからは旅の扉に丁度止まらないと通常のエリアに戻ることができない。『Special』と同じマップ。
アレクサンドリア（ファイナルファンタジーIX）
物語開始直後、ビビが芝居を見に訪れる町。瓦屋根の建物が数多く存在し、大きな風車が印象深い。最初は夕焼けに照らされていた。∞のような形をした一本道のマップ。『3』のおかしのくに、『Special』と同じマップ。
サンレス水郷（ファイナルファンタジーXIII）
コクーンの自然保護区で豊かな植物が生い茂る。複数の円が組み合わされた構造になったマップ。エリアは「ナイトセイバー」、「ブレイズエッジ」、「グラディウス」など10に分かれており、FF13に登場する武器名が付けられている。空き地が5箇所にある。また、緑と青の旅の扉があり、止まるとマップを対角線状に飛ぶことができる。『いたストGK』『いたスト3』で登場した「原始時代」の復刻マップ。
ルシス王国領（ファイナルファンタジーXV）
帝国に支配されたルシス王国の領土。広大なマップだが、ノクティスの車「レガリア」があり、ショートカットできる。完全新マップ。

### ダウンロードマップ
ダウンロードマップではBGMを使用可能なものから自由に設定できる。スタンダードモードのみでイージーモードは無し。
海底都市
早期購入特典で先行入手できるマップ。複数の四角形で構成されている。マークの周辺のマスは分岐の様に見えるが進行方向にしか進めない。『いたスト2』の復刻マップ。
スラバッカ島
早期購入特典で先行入手できるマップ。スライムの形をしており、9エリアに分かれている。スライムの目にあたる「ウォルッター川」エリアは旅の扉でのみ行き来できる離島になっている。エリア名は「スーランの町」「ノッケの森」など『スライムもりもりドラゴンクエスト』に登場する地名になっている。『DS』の復刻マップ。
貝がら島
早期購入特典で先行入手できるマップ。∞の形をした分岐の無いシンプルなマップ。ダイス目の最大は5。『いたスト2』の復刻マップ。
結晶の塔
早期購入特典で先行入手できるマップ。「日」の字を横にしたような四角い形状のシンプルなマップだが、株屋が2箇所にある。エリアは全部で5つ。完全新マップ。
クローバーランド
PlayStation Store購入特典で先行入手できるマップ。3つ葉のクローバーのような形状をしており、中央にぎんこう城がある。エリア名は「セントラルリリー」、「やまぶきランド」など植物の名前から取られており、9つのエリアに分かれている。『いたスト2』の復刻マップ。
ラダトーム城
公式ガイドブック購入特典で先行入手できるマップ。『ポータブル』と同じ。エリアは5つに分かれており「ガライ」「ドムドーラ」「メルキド」などドラクエ1の地名が付けられている。
旧古代図書館
公式ガイドブック購入特典で先行入手できるマップ。『ポータブル』に登場した古代図書館と同じ星型をしたマップ。
うさぎーランド
2017年11月15日よりPlayStation Storeで無料ダウンロードできるマップ。うさぎの顔のような形をしている。エリア名は「あかいめ」「ひげひげ」「みぎほっぺ」など9つに分かれており、うさぎの顔の部分がそのまま名前になっている。
ラーミア
2017年11月24日よりPlayStation Storeで無料ダウンロードできるマップ。ドラクエ3の不死鳥ラーミアをモチーフにしたマップ。エリアは8つに分かれており「アリアハン」、「アッサラーム」、「ランシール」、「イシス」などドラクエ3の地名から取られている。両翼の付け根に旅の扉があり、ぴったり止まればショートカットできる。『ポータブル』の復刻マップ。
聖風の谷
2017年12月18日よりPlayStation Storeで無料ダウンロードできるマップ。『ポータブル』と同じ。
サーキット
2017年12月18日よりPlayStation Storeで無料ダウンロードできるマップ。『DS』の「マリオサーキット」と同じ。
スタジアム
2017年12月18日よりPlayStation Storeで無料ダウンロードできるマップ。『DS』の「マリオスタジアム」と同じ。
オラクルベリー
2018年1月23日よりPlayStation Storeで無料ダウンロードできるマップ。「Special」と同じ。
ラバナスタ
2018年1月23日よりPlayStation Storeで無料ダウンロードできるマップ。「Special」と同じ。
クイーンバニー
2018年1月23日よりPlayStation Storeで無料ダウンロードできるマップ。「GK」のクイーンバニー号と同じ。
レインフォレスト
2018年1月23日よりPlayStation Storeで無料ダウンロードできるマップ。「3」のレインフォレストと同じ。

## 関連書籍
- いただきストリート ドラゴンクエスト&ファイナルファンタジー 30th ANNIVERSARY　まるごといただき! 公式ガイドブック

## コラボレーション
2017年11月24日から2018年1月31日まで『ドラゴンクエストX』用のゲーム内アイテムの家具がプレゼントされる。期間中にドラクエXの冒険者の広場にてプレゼントのじゅもん「いたストだいすき」を入力すると、「いたスト・トランプマス」「いたスト・カジノマス」「いたスト・銀行＆城マス」「いたスト・お店マス」「いたスト・ラッキーマス」の5種類のゲーム内アイテムをもらえるというもの。